# Ludwig Loewe

Von links nach rechts: Ludwig Loewe, Rudolf Virchow, Albert Haenel, Albert Traeger, Eugen Richter, um 1881

Ludwig Loewe, geborener Louis Levy (* 27. November 1837 in Heiligenstadt; † 11. September 1886 in Berlin) war ein deutscher Unternehmer und Reichstagsabgeordneter.

## Leben
Geboren als Louis Levy setzte er frühzeitig Ludwig Loewe als seinen deutschen Namen ein. 1858 eröffnete er ein Wollwaren-Kommissionsgeschäft in Berlin. Ca. 1861 wechselte er das Fach und gründete die Generalagentur für Maschinen Ludwig Loewe & Co., die sich zunächst dem Handel mit Maschinen, später auch der Produktion von Nähmaschinen widmete. 1869/1870 erfolgte die Umwandlung in die Ludwig Loewe & Co. KG a. A. für Fabrikation von Nähmaschinen, die in den 1870er Jahren ihre Produktionspalette um Waffen (Gewehrteile, Munition) und Werkzeugmaschinen erweiterte, angestoßen durch entsprechende Aufträge. So erhielt das Unternehmen 1872 einen Auftrag zur Herstellung von Spezial-Gewehren für die Preußische Armee. Bereits 1870 reiste Ludwig Loewe zum Studium der dortigen Neuentwicklungen in die USA und führte anschließend in seinen Werken die in Amerika kennengelernten neuen Werkzeuge und Produktionsmethoden, vor allem für die Massenproduktion ein. 1875 nahm Ludwig Loewe seinen Bruder Isidor Loewe als Prokuristen in die Firma auf. 1878 wurde dieser zum Teilhaber und nach Ludwig Loewes Tod 1886 alleiniger Direktor des Unternehmens.
Politisch betätigte sich Ludwig Loewe für linksliberale Parteien auf verschiedenen Ebenen. Ab 1865 war er Mitglied der Berliner Stadtverordnetenversammlung und engagierte sich hier besonders im Bereich Bildungswesen. 1877 wurde er Mitglied des Preußischen Abgeordnetenhauses, wo er bis 1884 die Fortschrittspartei, anschließend bis zu seinem Tod die Deutsch-freisinnige Partei vertrat. 1878 erfolgte zudem seine Wahl in den Deutschen Reichstag für den Wahlkreis Berlin I.
In der Berliner jüdischen Gemeinde gehörte Ludwig Loewe der Repräsentantenversammlung an. Außerdem war er Mitglied im Komitee zur kulturellen Förderung der Ostjuden und ab 1876 in der Gesellschaft der Freunde.

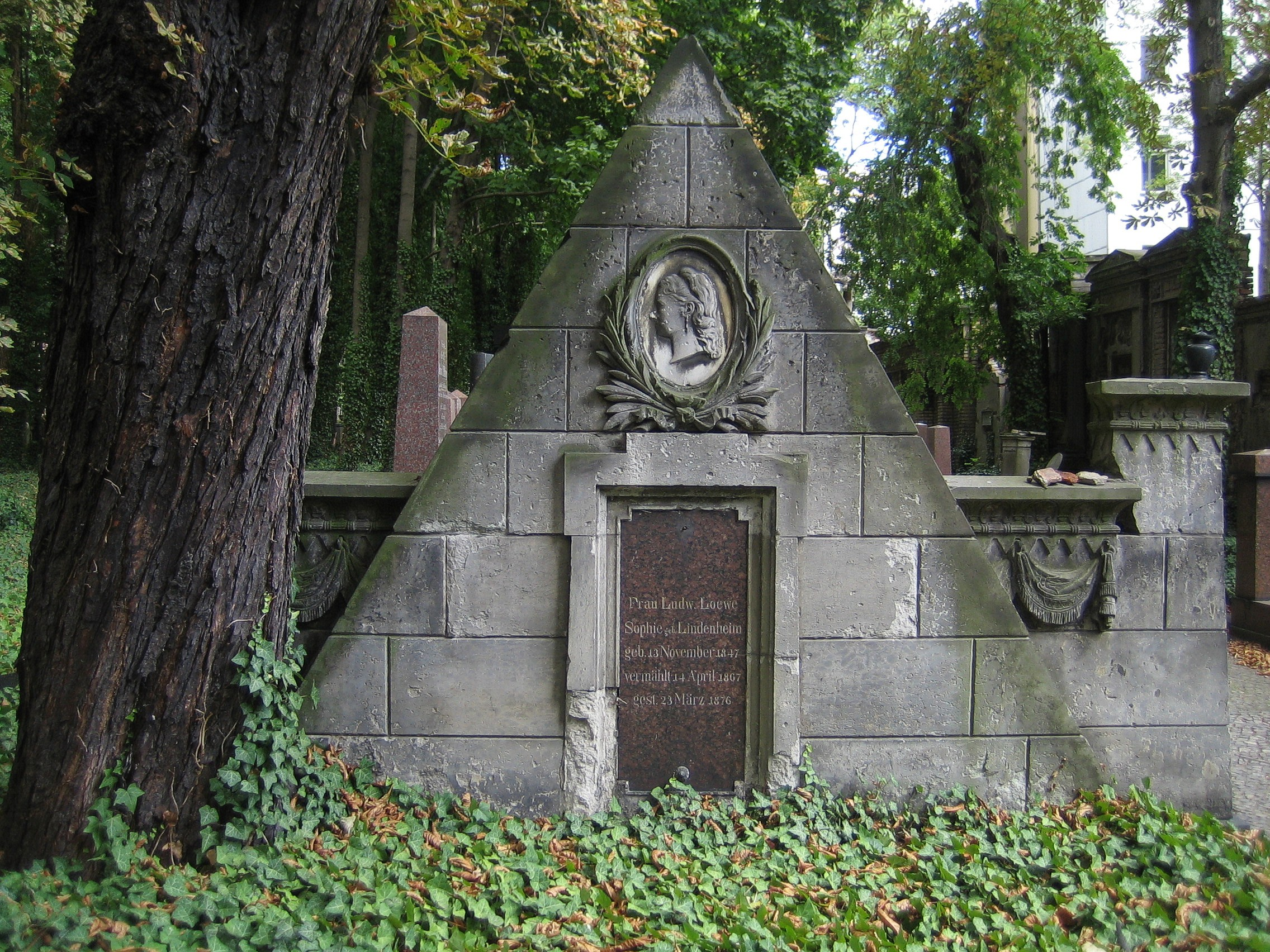
Grabmal Frau Ludwig Loewe in Berlin

Sein Grab und das seiner Ehefrau befinden sich auf dem Jüdischen Friedhof an der Schönhauser Allee.